# Marisora syntoma
Marisora syntoma — вид сцинкоподібних ящірок родини сцинкових (Scincidae). Ендемік Мексики. Описаний у 2020 році.

## Поширення і екологія
Marisora syntoma мешкають на тихоокеанських схилах мексиканських штатів Оахака (на захід від перешийка Теуантепек) і Чіапас. Вони живуть в тропічних лісах, на висоті від 30 до 1100 м над рівнем моря.